# Dans le ressac
Dans le ressac (titre original : The Kanaka Surf) est une nouvelle de l'écrivain américain Jack London, publiée après sa mort aux États-Unis en 1917.

## Historique
Écrite en août 1916 sous le titre initial Man of Mine, la nouvelle est publiée dans le Hearst’s Magazine en février 1917 sous le titre The Kanaka Surf, avant d'être reprise dans le recueil On the Makaloa Mat en septembre 1919.

## Éditions

### Éditions en anglais
- The Kanaka Surf, dans le Hearst’s Magazine, périodique, février 1917.
- The Kanaka Surf, dans le recueil On the Makaloa Mat, New York ,The Macmillan Co, septembre 1919.

### Traductions en français
- Dans le ressac, traduction de Louis Postif, in Revue des Deux Mondes, 15 janvier 1940.
- Dans le ressac, traduction de Louis Postif, in Histoires des îles, recueil, U.G.E., 1975.
- Dans la vague mâle, traduction de Louis Postif revue et complétée par Frédéric Klein, in Histoires des îles, recueil, Phébus, 2007.

## Sources
- (en) Jack London's Works by Date of Composition
- http://www.jack-london.fr/bibliographie